# Joey Rosskopf
Joey Rosskopf (Decatur, 5 de setembro de 1989) é um ciclista profissional estadounidense que compete pela equipa CCC Team.

## Biografia
Estreiou como profissional em 2010, com a humilde equipa de categoria Continental (3ª e última categoria do profissionalismo) da Mountain Khakis fueled by Jittery depois de destacar em 2009 em diversas carreiras de Estados Unidos.
Em agosto de 2011 passou como stagiaire à equipa Team Type 1-Sanofi de uma categoria superior, Profissional Continental; sendo um dos não diabéticos da esquadra. Em novembro participou do Tour de Ruanda, onde finalizou segundo por trás do seu colega de equipa Kiel Reijnen. Também, conseguiu fazer pódio em 3 etapas, uma delas sendo o ganhador. Isto lhe valeu para se assegurar um lugar no Type 1- Sanofi na temporada de 2012, mas depois da reestruturação da equipa e ao passar a ser uma formação inteiramente integrada por diabéticos, Rosskopf alinhou para 2013 por uma equipa Continental, a Hincapie Sportswear Development Team.
A temporada de 2013, tem sido a melhor de Rosskopf quanto a resultados. Em maio, durante uma volta da equipa pela Europa, foi terceiro na Flèche du Sud e ganhou a Paris-Arrás Tour (corrida onde também ganhou uma etapa). De volta à América, fez pódio na Philadelphia Cycling Classic e ganhou a contrarrelógio do Tour de Beauce.

## Palmarés
2011
- 1 etapa do Tour de Ruanda

2013
- Paris-Arrás Tour, mais 1 etapa
- 1 etapa do Tour de Beauce

2014
- Redlands Bicycle Classic, mais 1 etapa
- 2.º no Campeonato Panamericano Contrarrelógio
- 2.º no Campeonato Panamericano em Estrada

2016
- Tour de Limousin, mais 1 etapa

2017
- Campeonato dos Estados Unidos Contrarrelógio

2018
- Campeonato dos Estados Unidos Contrarrelógio

## Resultados nas Grandes Voltas e Campeonatos do Mundo
Durante a sua carreira desportiva tem conseguido os seguintes postos nas Grandes Voltas e nos Campeonatos do Mundo:
| Carreira               | 2010 | 2011 | 2012 | 2013 | 2014 | 2015 | 2016 | 2017 | 2018 | 2019 |
| ---------------------- | ---- | ---- | ---- | ---- | ---- | ---- | ---- | ---- | ---- | ---- |
| Giro d'Italia          | -    | -    | -    | -    | -    | -    | 85º  | 70º  | -    | -    |
| Tour de France         | -    | -    | -    | -    | -    | -    | -    | -    | -    | 73º  |
| Volta a Espanha        | -    | -    | -    | -    | -    | 124º | -    | -    | 81º  | -    |
| Mundial em Estrada     | -    | -    | -    | -    | -    | -    | Ab.  | 124º | -    | -    |
| Mundial Contrarrelógio | -    | -    | -    | -    | -    | -    | -    | 41º  | 15º  | -    |

-: não participa

Ab.: abandono

## Equipas
- Mountain Khakis fueled by Jittery (2010)
- Team Type 1-Sanofi (2011[7]-2012)
- Hincapie Sportswear Development Team (2013-2014)
- BMC/CCC (2015-)
  - BMC Racing Team (2015-2018)
  - CCC Team (2019)